# 中国人民解放军陆军合成第一三九旅
合成第一三九旅（英語：139th Combined Arms Brigade），又称“华山猛虎”，是中国人民解放军陆军第七十七集团军下辖的一个重型合成旅，驻地四川省什邡市。

## 概述

### 红军时期

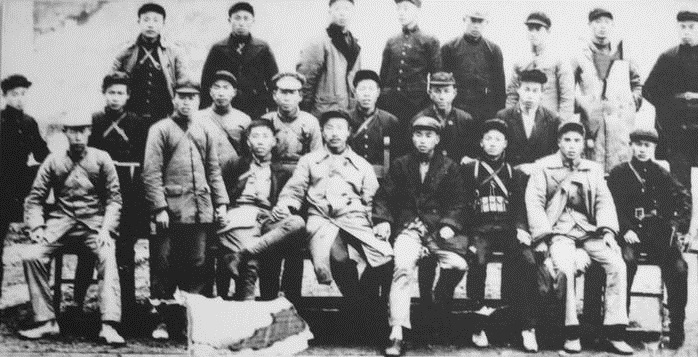
1935年11月29日，中国工农红军第六军团的幹部在長征至湖南省新化縣合影。前排左起：周仁杰（紅十六師師長）、李銓（军团政治部宣传部部长）、王震（军团政委）、夏曦（军团政治部主任）、萧克（軍團長）。

该旅最早编制为红军湘东独立第一师。1932年春湘赣苏区的红军独立第一、三师合编成的红八军，全军2200余人。代理军长李天柱、政治委员王震、参谋长李达。
1932年9月湘赣苏区的三个独立师合编为红八军。1932年11月，军部正式成立。
- 军长肖克、蔡会文，政治委员蔡会文、政治部主任王震[2]
- 第二十二师，师长谭家述、政治委员王震（兼任）；
- 第二十三师，师长杨茂、政治委员谢国俞；
- 第二十四师，师长弋勇、政治委员胡楚父。原湘南游击队和遂川独立营组建的湘赣独立3师。辖2个团共460余人。戈勇是广西人，红七军转移到湘赣苏区时因有一定作战经验留下担任湘赣独立3师师长。萧克认为戈勇“作战还算勇敢，掌握部队却很差，且不能团结干部，不得群众的信用，军事技术也平常”。胡楚父，湖南湘乡人，黄埔军校生，参加过广州起义和海陆丰斗争，1928年被俘后越狱并投奔江西红四军，任独立4师11团政委，1932年解决了独立4师师长龙普霖叛变未遂事件后受牵连调到湘赣苏区，萧克评价“虽然带有军阀主义残余……但在工作上还能改正过去的错误”。第四次反围剿后，红24师经补充后达到3个团15个步兵连共800余人，每个团拥有两挺重机枪。1933年6月，按照上级将小军小师合编为大军大师的要求，红24师与原赣南苏区地方武装独立12师合编为红六军团第17师第51团，团长由指挥能力较强的原独立12师代师长田海清担任，团参谋长陈松岳。原师政委胡楚父调任红17师49团政委（1934年3月在龙门厂战斗中牺牲）。戈勇改任湘赣军区参谋长，任弼时来湘赣后出逃。
  - 70团长桂兴（1934年叛逃）、政委帅荣
  - 71团长陈松岳（1955年开国大校）。官田战斗后永新独立团升级为新的71团。

根据军委1933年6月电令成立红六军团。1933年7月，
- 第十六师：湘鄂赣苏区红十六军改编。师长高永生、政治委员温锦惠、参谋长李鄂
- 第十七师，由湘赣苏区红八军改编。师长萧克、政治委员蔡会文（后王震代）、政治部主任李朴、参谋长李达、政治部主任王震
- 第十八师第五十二团：湘鄂赣苏区红十八军改编。
- 第十八师(不含第五十二团)；由湘赣军区部队组建。师长严图阁、政治委员徐洪、参谋长谭家述、政治部主任袁任远

但未成立军团领导机关，也未正式使用红六军团番号。实际上十六师仍受湘鄂赣省委和军区领导，十七师、十八师受湘赣省委和军区领导。
1934年初，军委电令红十七师北渡袁水，会合红十六师等，出击南浔路，配合主力红军粉碎敌人对中央苏区的第五次“围剿”。十七师执行这一任务时由军委直接指挥。八个步兵营共4000余人。十六师、十七师向南浔路开进中，敌即加强戒备，以八个旅的兵力寻找我军决战。十七师抵达德安县马回岭车站附近准备破路，因敌守备严密，追击部队围来，处境极为不利，于是放弃破路计划，实行突围转移，激战两个月，损失1300人，六个团级干部伤亡了五个。后辗转于3月底返回湘赣根据地，红十六师则留在湘鄂赣坚持斗争。红十七师是湘赣的主力部队，敌人乘十七师北上之机，大举向永新进犯。留守湘赣苏区的红军只剩红18师、红军学校和一些地方独立团营，红18师名义上是一个师，但只辖一个第52团约1300余人。何键趁苏区兵力空虚，命国民党军第15师王东原部进攻湘赣苏区首府永新县。红18师师长龙云只会单纯阵地防御，结果让王东原从侧后山地小道攻上去。1934年2月中旬红军不仅丢掉了永新县城，军区在撤出永新时非常仓促，连黄岗兵工厂也被破坏，损失步枪1700余支。
1934年4月5日萧克率第17、18师的四个团共4000余人在永新县城以西沙市全歼何键第四路军第二十八军（军长刘建绪）第十五师（师长王东原）第43旅旅部、第85团和第86团的一个营，共计毙伤敌600余人，旅长侯鹏飞（保定三期）、参谋长赵楚卿和团长徐本桢以下1000余人。迫使蒋介石从江西调来德式装备的第53师支援。
茶陵独立团改编的红军第53团。
1934年7月23日，中共中央军委正式训令成立红六军团，下令其西征前往湘鄂西苏区。中央还指示六军团成立了军政委员会。萧克任六军团军团长兼十七师师长，王震任六军团政委兼十七师政委。六军团辖十七、十八两个师。8月7日，第十七师、十八师、红军学校共9700余人从牛田出发经遂川突围，开始西征。8月ll日到达桂东以南的寨前圩。8月12日，军团西征占领湖南桂东县，正式成立军团机关，军政委员会主席任弼时、军团长萧克、政治委员王震、参谋长李达、政治部主任张子意，下辖第十七师：师长肖克兼任（后吴正卿代）、政治委员王震兼任（后苏杰代）、政治部主任张子意兼任；第十八师：师长龙云(后邝朱权代)、政治委员甘泗淇、副师长彭辉盟、参谋长谭家述、政治部主任方礼明。随后，经连续强行军，8月20日占领新田。再由新田急行军，一天走了一百四十里，进至湘江右岸，准备抢渡湘江。因敌人先占据渡口，后面的敌人又追上来，8月24日，机动地插向湖南著名的阳明山。又由阳明山向南，经嘉禾附近向西，占领道县，之后进入广西，于9月4日在全县以南的界首渡过湘江，继续西进。10月初，沿湘桂边境进到贵州的黄平、镇远、石阡一带。
1934年10月7日，行至贵州石阡甘溪，前卫部队遭到桂军包围，经过激战，主力军团在后卫部队掩护下，向东南方向转移，部队损失惨重，被截为三段，陷入湘桂黔三省国民党军共24个团的包围。为避敌突围，转入石阡、施秉、余庆的高山密林中与敌周旋。10月15日，与主力部队失散的400余人，在军团参谋长李达率领下，突围至沿河铅厂坝时，通过当地群众了解到水田坝一带有红军活动，推测可能是红三军。于是，李达率部向水田坝前进，与红三军的侦查分队取得联系，随即见到贺龙、关向应。得知红六军团主力危急，次日，红三军主力南下寻找红六军团。红三军主力南下不久，便与红六军团一部分突围部队会合，此后在沿河、印江一带活动，搜寻红六军团主力和失散人员。10月24日，红六军团主力和红三军在贵州印江木黄镇会师，开始统一行动，此时主官为：军团长萧克、政治委员王震、参谋长谭家述、政治部主任夏曦（后张子意代）、副主任罗志敏，军团暂编为三个团，共3300余人。
1935年11月19日，红六军团与红二军团由湖南桑植出发开始长征。
1936年7月，红六军团、红二军团和红四方面军在甘孜会师，根据中央命令，两军团和红三十二军合编为红二方面军。红六军团改编为红六军，各级主官为：军长肖克（后陈伯钧代）、政治委员王震、副政治委员罗志敏、参谋长谭家述（后彭绍辉代）、政治部主任张子意（后刘道生代），下辖第十六师；师长张辉、政治委员晏福生；第十七师：师长贺庆积、政治委员汤祥峰；第十八师：师长张正坤、政治委员罗志敏（兼任）；模范师：师长刘转连、政治委员彭栋才。10月22日，红军三大主力在甘肃会宁会师。

### 抗日战争
1937年8月，中国工农红军红六军团改编为国民革命军第十八集团军第120师第三五九旅。
- 旅长陈伯钧、副旅长王震、参谋长刘子奇/郭鹏、政治部主任袁任远；
- 第717团团长刘转连、副团长晏福生、参谋长欧阳家祥/贺庆积(1937.9)。该团由红六军团改编。1938年1月侯马新兵团的其余部分拆散建制分别充实717团和旅直。
- 第718团(1)：团长文年生/贺庆积、副团长帅荣。该团由红三十二军改编。1937年11月留在陕甘宁边区改番号为陕甘宁留守兵团警备第八团。其后沿革为延安警1旅1团 → 冀热辽30旅66团 → 热辽军区独16旅47团 → 东北民主联军八纵23师68团→第四十五军134师401团 → 第五十四军134师401团 → 第五十四军161师482团（瑞金团）。
  - 第718团(2)：1937年9月，副旅长王震率旅部及第717团由流曲镇出发，开赴晋西北抗日前线。10月3日王震派出刘道生、陈宗尧、左齐带领359旅战地救亡工作服务团（警卫连1个排及717团各级副职干部）到河北省平山县。在中共平山县委的组织动员下，在党员的带头作用下，平山县的人民纷纷送自己的亲人参军，迅速扩兵2500名。1937年11月6日平山独立团正式成立。团长陈宗尧，政委刘道生/李铨/罗章/刘子奇(1938年5月16日)，副团长徐国贤，参谋长李迎希，政治部主任李铨。11月9日平山团由平山洪子店出发开赴山西。于12月归建，改番号为719团。1937年10月，359旅派民运科长曾狄带一个连和火线剧团组成战地服务工作团，深入山西侯马、赵城、曲沃、闻喜、洪洞等地开展抗日宣传和扩兵工作，经一个多月工作，扩充新兵3500余人，组成侯马新兵团，其中6个新兵连调拨给115师外，其余都归属359旅；1937年12月，曾狄率侯马新兵团第3营、1营1连共800余人拨入平山团，使得新组建的718团成为3300余人的大团。由于老718团在陕北已改番号为警8团脱离359旅建制，1938年1月平山团改番号为359旅718团，从717团抽调第二连、第七连和副排以上部分干部充实第718团。1938年1月新718团在山西崞县打了组建以来的第一仗，首战告捷，缴获重机枪4挺，轻机枪3挺，三八步枪120支，短枪12支和大批战利品。1938年4月，718团改称120师游击支队。
- 第719团：1937年9月717团参谋长贺庆积与717团2营营长陈文彬率部分部队到崞县扩兵，在地方党组织的帮助下，短短一个多月即扩编了两个团，命名崞县独立团，也称贺陈支队，贺任支队长，陈任政委。1938年1月崞县独立团和侯马新兵团一部改编为第719团。排以上干部都是经过长征的老红军。组建后的第一次战斗，就是配合兄弟部队收复宁武县城，3月31日清晨七一九团进至同蒲路东侧南庄子、张孙沟地区，切断宁武至阳方口的交通。1938年4月，719团一度改称718团。1938年夏陈文彬带领七一九团一营进驻应县东安峪一带开辟抗日游击根据地，发展了5个抗日游击大队。1939年7月30日，719团在冀中与津南抗日自卫军合编，对外使用津南自卫军番号，原津南抗日自卫军司令张仲翰任司令，贺庆积任副司令，陈文彬任政委，原719团干部也大多改任副职。1939年9月27日，日军独立混成第八旅团长水原少将率第三十一独立大队及伪警备队共1000多人袭击陈庄，该部和七一四团在慈峪以北监视曲阳、行唐、灵寿等地的日军，配合主力部队歼灭陈庄之敌；9月28日，该部阻击增援之敌于白头山一线，迫使陈庄日寇南逃。1940年2月中旬，冀南军区发动反击石友三部的讨顽战役，津南抗日自卫军和冀中军区7个团奉命开赴冀南参加讨伐石友三顽军的战斗，2月24日拂晓津南自卫军在广平县西张孟村一带与策应石友三顽军的日军遭遇战，在八路军广平县支队的积极配合和支援下，连续击退敌人7次进攻，日军付出200多人伤亡。1940年10月下旬该部返回陕甘宁边区后恢复719团番号。

1938年5月，359旅开赴晋察冀边区，开辟雁北、察南根据地。718团协同717、719团，多次取得战斗胜利，对保卫晋察冀边区起到重大作用。1938年10月28日，719团在717、718团的配合下，打了一场堪称经典的歼灭战，史称广灵战斗（邵家庄伏击战），炸毁汽车十几辆、火炮多门，歼灭日军500余人，缴获轻重机枪十余挺，日军围攻晋察冀根据地的北路指挥官常冈宽治少将被719团1营教导员彭清云用步枪击伤，指挥刀被缴获。白求恩带领野战医院救治伤员，并抽自己的血为战斗中身负重伤的彭清云输血。
1939年年2月，359旅派出干部到冀中扩兵，组建了补充团，称第四支队。支队长苏鳌。
1939年5月，718团与717团一起取得了著名的上下细腰涧歼灭战的胜利，激战5天，全歼被围日军1,000余人，缴获92步兵炮2门，迫击炮3门，重机枪6挺，步枪451支，战马百匹。1939年5月20日，晋察冀军区司令员聂荣臻亲自拟写嘉奖令，称平山团是“太行山上铁的子弟兵”。

#### 回师陕甘宁边区
1939年8月7日，毛泽东致电八路军前总和一二〇师：为粉碎国民党反共阴谋，巩固陕甘宁边区，加强河防，准备应付突然，着第三五九旅即由恒山地区开赴绥德、米脂、吴堡、清涧地区，巩固绥德警备区；第一二〇师冀中部队移至晋察冀边区待机。令留守兵团调整陕甘宁边区的防御部署，增强关中地区兵力，成立关中警备司令部，以加强反顽作战指挥。8月8日，一二〇师师长贺龙指示正在恒山地区的三五九旅立即准备开赴绥德，留一部分部队组成雁北支队，坚持恒山地区的斗争。同时决定，5个支队留冀中，坚持平原游击战，一二〇师主力部队分为两个梯队向晋察冀边区转移。8月12日，毛泽东致电朱德、彭德怀、贺龙、关向应等：为巩固边区与河防并准备将来万一起见，我兵力应有一部调动。望速准备从一二〇师抽调有战斗力的一个旅(如王震旅)到绥、米、葭、吴之线，一二〇师师部及冀中所属部队移到现在王旅位置，并准备师部再移至晋西北原地，以利指挥。8月17日朱德彭德怀复电：王旅未到前，如河防十分空虚，可先调晋西北之七一四团就近开进绥、米；并建议一二〇师师部暂不移回晋西北，该地给养困难，政治似亦不宜发展与整编新部队；目前，在平西山地似较妥；并提醒，王旅约7000余人到绥、米后，经费粮食后方是否有办法。8月21日毛泽东复电肯定了“一二〇师师部暂在平西，准备将来必要时转移到晋西北”的建议，但坚持“王震旅以调两个充实团到陕北为宜，其余可后调”，“经费可由中央开支”。9月4日，朱德、彭德怀致电聂荣臻、贺龙、关向应：为防止敌渡河及顽固分子扰乱，即令第三五九旅两个充实团直开陕西吴(堡)、绥(德)、米(脂)地域。9月8日，王震奉命率三五九旅主力自恒山地区出发，七一七团自灵丘地区出发。1939年9月，由718团、719团各出一个连，与察绥游击大队合编为三五九旅雁北支队（后改称三五九旅特务团），支队长徐国贤。9月底三五九旅主力进抵黄河东岸。10月1日，毛泽东、王稼祥和滕代远致电朱德、彭德怀，告知王震旅已接近河防，即日过黄河，请向阎锡山发一电，告一二〇师一部为巩固河防与休整部队，开至陕北河防区域，向其备案。经过27天行军，行程1500多里，途经15个县，三五九旅第一梯队于10月6日到达绥德。10月10日，中央军委致电王震并告朱德、贺龙等：为便于统一指挥，决定第三五九旅驻(绥德)五县警备区部队归萧劲光指挥，其建制仍属一二〇师。10月19日，中央军委任命王震兼任绥德警备区司令员，苏进任副旅长，唐子奇任参谋长，袁任远任政治部主任。原警备区司令员陈奇涵调任中央军委参谋部部长。10月31日，三五九旅第二梯队到达绥德警备区河防驻地。三五九旅主力西渡黄河基本完成。第三五九旅辖第七一七团、第七一八团、第七一九团。三五九旅守备河防3年期间(1939年至1942年)，计与日、伪军进行大小河防作战48次(其中日军对河防大规模进攻2次)，三五九旅均取得了胜利。反摩擦方面，赶走了何绍南，使绥德消除了双重格局。
1940年4月，三五九旅第四支队调陕北归建，改称三五九旅补充团。国民政府对陕甘宁边区实行严密的政治、军事、经济封锁，边区旱、病、水、雹、风五大灾害并接发生，特别是1941年初皖南事变后彻底停发八路军军费。毛泽东在《抗日时期的经济问题与财政问题》说：“最大的一次困难是在一九四零年和一九四一年，国民党的两次反共摩擦都在这一时期。我们曾经弄得几乎没有衣穿，没有油吃，没有纸，没有茶，战士没有鞋袜，工作人员在冬天没有被盖。国民党用停发经费和经济封锁来对待我们，企图把我们困死，我们的困难真是大极了。”边区开始闹盐荒，盐价飞涨，食盐供给出现严重困难。1940年3月，中共中央决定盐务交军委后勤部管理，设立三边盐务局，专门负责盐业政策的执行，及盐业生产的组织和管理，采取“以军队生产为主，盐民生产为辅”的采盐方针，组织八路军参加盐业生产。1940年4月，三五九旅第四支队1600多人从延水关出发，经瓦窑堡、延长到定边盐场堡驻防打盐，在花马池湖畔边墙（长城）上挖窑洞175孔，割草铺地为床、垒土筑灶为炊，同群众一起，砍柴压坝，修田整畦，打井挖巷，筑路平坨，进行盐田基本建设，先后修筑盐坝800余块，新修盐田1094亩，打井108眼，年打盐3万多驮。1941年3月5日，毛泽东在讨论边区财政经济问题时指出：“财政方针主要是发展的方针，手段是票子”，应立即实行新的政策，“要决心立即投资生产事业，主要是投资盐的生产”。1941年毛泽东在《国民党向陕甘宁边区进攻的近况》中指出，“定盐是边区的经济中心，地势居高临下，定盐失则边区失去西北门户。”边区政府决定“大量开发食盐”。5月10日，陕甘宁边区政府食盐督运委员会成立，高岗任委员长。边区政府在《西北关于运销食盐的决定》指出：食盐产销已成为边区经济发展最重要的一部分，“目前组织全边区人民驮盐运动，成为我们边区党与人民当前迫切的中心任务”，“切实保证党员模范作用与切实解决人民运盐困难，使人民在运销中能获得利益，是完成运销食盐任务的基本条件”。各县区乡成立运输队部，领导运盐工作。边区政府还多次作出运盐须“有利民生”的重要指示。1941年三边产盐62万驮，创抗战时期最高纪录；边区税收3600万元，其中盐税900万元，占比25%。1943年产盐52万驮；边区税收21655万元，盐税8943万元，占比41.3%。 
1940年10月下旬津南抗日自卫军返回陕甘宁边区后恢复719团番号。1940年10月第三五九旅雁北支队改称三五九旅特务团，辖教导营和警卫营，调陕北归建。 
1940年11月顽军企图侵犯边区东南宜川地区。中央令三五九旅七一七团调南泥湾东南边的临镇一带。1941年3月，王震旅长率三五九旅旅直、补充团、七一九团一营、特务团开赴调到延安以南金盆湾、临镇、马坊、九龙泉、南泥湾等地垦荒生产。全旅开荒种地11200亩，收细粮1200余担，蔬菜164万多斤，蔬菜自给率近八成；开挖窑洞1000余孔，建房600余间，每百人养猪20头，经费自给78.5%，各部都超额完成了任务。王震趁热打铁，提出三年奋斗目标：1942年做到大部自给，1943年做到自给有余，争取向政府交公粮1万担，并为扩大再生产积累更多的资金；要搞多种经营，养猪养羊，开工厂，开作坊，发展纺织、缝纫、造纸、肥皂工业，开办各种商店和供销合作社，抽出部队大部骡马组成各种长短途运输队，保证部队生产生活供应，为地方贸易提供方便。
1941年10月30日，七一八团和新兵营从绥德南下垦荒。
1942年8月，七一九团团长张仲翰、政委曾涤带领一直在北线执行河防任务的二、三营南下开进九龙泉，与一营汇合。
1942年开出良田25000亩，还开出水田近千亩，收细粮5451石，取得了蔬菜全部自给、粮食部份自给的成果。
1942年冬奉命精简整编，增辖特务团、补充团。共辖5个团，兵力8502人。
- 旅长王震，延属地委书记张邦英兼任政治委员，苏进任副旅长，王恩茂任副政治委员，刘转连任参谋长，李信任政治部主任。旅直属队驻金盆湾
- 第717团团长陈外欧，政治委员李铨。驻临真镇
- 第718团团长陈宗尧，政治委员左齐。驻马坊
- 第719团团长张仲翰，政治委员曾涤。驻九龙泉、史家盆
- 特务团团长徐国贤，政治委员谭文帮。驻金盆湾
- 补充团团长苏鳌，政委龙炳初。驻南泥湾

1943年，开荒种地10万亩，全年收细粮12000余担，都是1941年的10倍，达到了王震提出的“两人一猪，一人一羊，十人一牛”的目标。到1944年，南泥湾播种面积已达26万亩，收细粮37000余担，粮食自给率200%。

#### 八路军南下支队

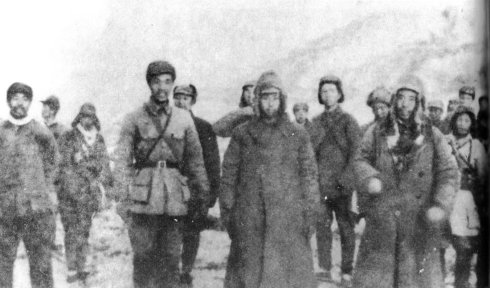
1944年12月27日，八路军南下支队在河南踏冰过黄河，向华南挺进。前排右起为：王震、王首道、王恩茂。

1944年11月1日，359旅在延安东关机场誓师出征。毛泽东、朱德在王震陪同下，在延安机场检阅南下支队。由王震、王首道、贺炳炎、廖汉生、王恩茂、文建武、张成台、刘型等8人组成支队军政委员会，以王首道为书记:8。11月10日，359旅第一梯队4000人加上中共中央派遣的900余名干部，改称八路军独立第一游击支队，从延安出发，向南挺进:18。南下支队第一梯队总计5000余人，主要由三部份人员组成：
- 第一部份是由第三五九旅抽调的主力部队3800人；
- 第二部份是被护送南下的900余名南方干部；
- 第三部份是由中央组织部选调的一批工作干部。

整个第一梯队共设置六个大队，第一至第四大队由原第三五九旅的官兵组成；第五大队和第六大队由中央调赴新四军第五师工作随军南下的干部组成，其中第五大队由贺炳炎、廖汉生率领，第六大队由文建武、张成台率领。

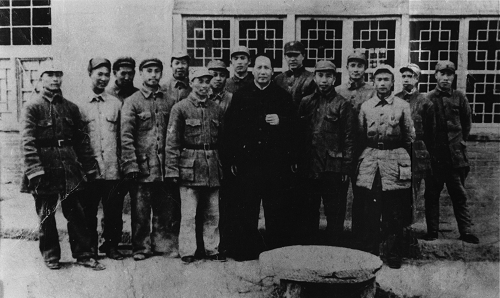
1946年10月，毛泽东与回到延安的八路军南下支队团以上干部合影。前排右二为王震

- 司令员王震、政委王首道、副司令郭鹏、副政委王恩茂、参谋长朱早观、副参谋长邹毕兆、苏鳌、政治部主任刘型、副主任李立。供给部部长何维忠，供给部政委左齐，卫生部部长潘世征，副部长唐国华，卫生部副政委杜宏鉴
- 第1大队（原717团2营和3营7、8连编成）：大队长陈外欧、政委李铨、副大队长刘国桢、副政委肖元礼、参谋长金忠藩、政治处主任张云善（1945年6月在湖南岳阳战斗牺牲）
- 第2大队（原718团1、2、3营编成）：大队长陈宗尧（1945年6月7日在湖南岳阳黄岸寺遭国军第九十九军袭击牺牲）、政委罗章、副大队长贺盛桂、副政委江勇为、参谋长尹保仁、政治处主任邓利亚（中原突围时失踪）
- 第3大队（原719团2营（第2、3、5、6连）和补充团编成）：大队长张仲翰、政委曾涤、副大队长汪昌桂、幸元林、副政委龙炳初、参谋长赖春风、政治处主任肖友明
- 第4大队（原特务团教导营2个队、旅直参谋队、特务营1个连编成）：大队长徐国贤、政委廖明、副大队长王子良、贺光华、副政委熊晃、参谋长蒋澍、政治处主任谭天哲
- 第5（干部）大队（原红二军团暨湘鄂西苏区的老干部为基础编成）：大队长贺炳炎、政委廖汉生
- 第6（干部）大队（原红四方面军暨鄂豫皖苏区的老干部为基础编成）：大队长文建武、政委张成台（1946年7月在陕西镇安牺牲）
- 第7（干部）大队（原红六军团暨湘赣苏区的老干部为基础，加上359旅干部训练队编成）：大队长郭鹏、政委吴光远（1946年11月在鄂西保康簸箕山战斗牺牲）[8]。

1944年11月1日南下支队在延安的东关飞机场列队誓师，毛泽东、任弼时参加了大会。时任中央政治局秘书长的任弼时振臂高呼道：“你们要到南方去画一张红色的地图!”1944年11月9日举行宣誓仪式、11月10日列队出发。1945年1月，南下支队在湖北大悟山地区与新四军第五师会师，将第5、第6大队干部移交给五师，同时以第3大队所属原补充团的1个营为基础组建新的第5大队（下辖6个支队）。支队继续南下至湘南粤北地区。日本投降后，南下支队陷入国军重重包围中，部队紧急北返，冲破国军的层层阻截，718团老团长陈宗尧牺牲。
359旅副旅长苏进率领5000人留守陕甘宁边区，并作为南下的第二梯队待机出发。
1945年6月留在延安的第三五九旅余部3100人组成的“国民革命军第十八集团军独立第二游击支队”，刘转连任司令员、张启龙任政委，晏福生任副政治委员，参谋长贺庆积，政治部主任李信。组织科长李大同
- - 七一七团（原七一七团一营和三营九连及特务团特务营编成）团长周俭廉、政治委员谭文邦，副政委何宣泰（何宣太） 参谋长林涌一 (陆仞)。
  - 七一九团（原七一九团第一、三营及旅警卫营编成）团长廖光韶/肖道生/刘顺文/王正平  政委彭清云 二营、团侦察连、三营
  - 教导大队：大队长黎原 营政委张有法。教导营辖两个队，每队100多人。全营有轻机枪两挺，步枪130多支，三分之一的人没有枪，仅发几颗手榴弹，武器装备较差。359旅把两门1939年在灵丘战斗中缴获的步兵炮交教导营保管使用。教导营的任务是负责保卫两个干部队的安全。
  - 程世才带导的去新四军五师工作的第五干部大队（五干队）
  - 刘俊秀、陈嵩岳（历任717团参谋长、718团副团长、团长）领导去南下第一梯队工作的第九干部大队（九干队）

八路军南下第二梯队临时指挥部：文年生任指挥，刘转连任副指挥，张启龙任政委，晏福生任副政委，贺庆积任参谋长，李信任政治部主任。还有袁任远、谭余保等。
1945年6月7日，毛泽东、朱德、叶剑英参加了南下第二、第三支队营以上干部会议。针对少数人队完成南下任务信心不足，毛泽东说：“有些同志觉得把握不大，我觉得把握很大。”6月11日中共七大闭幕。6月12日中共七大主席团常委扩大会讨论第二批南下部队的任务和战略方针。决定张启龙部负责湘鄂赣，王震部负责长沙以南郴州以北，尹林平的东江纵队向北发展到五岭地区湘粤赣，搞个“工”字布局，要求南下后续梯队在旧历新年时走到广东境内过年掩护干部到达目的地。6月13日中央军委人员向张启龙等详细介绍沿途敌顽部署与兵力。1945年6月18日从延安出发，在邵原渡黄河，至河南铁门关，与新安县的八路军河南军区第二军分区会合，绕过日伪军占领渑池县城，越过陇海铁路，接着从柳泉、三乡镇，进至豫西熊耳山脚下。自抗战以来，这里一直为国民党军队占领，群众基础较差。为了开辟豫西抗日根据地，筹粮筹物，继续南进，中央命令南下支队在熊耳山地区北麓作短期停留，宣传抗日，发动群众。 8月11日，南下二支队正在陈吴、张午、东赵堡一带开展工作。接到中央8月13日的命令，停止南下，留在河南归王树声、戴季英统一指挥。8月15日毛泽东电示，恢复三五九旅番号，在郑州、新四军第五师、水东之间广占乡村。8月16日毛泽东电示文年生、张启龙派一个营护送程世才的干部大队立即去新四军第五师。8月24日毛、朱电示张启龙同意359旅北渡黄河，至孟县、济源县待命。8月28日晚359旅攻打孟县，孟县县城相当坚固，城内驻有张伯华部伪军一千多人。三五九旅打了整整一夜，没打下来。天亮后领导怕增大伤亡，只好撤了下来。9月2日太岳军区第四分区派了两个团配合三五九旅再打，才将县城攻克。几天后，359旅奉命离开孟县，途经焦作城区，北上至林县。9月17日，中央电令警一旅、359旅及第九干部大队奔赴东北，指定359旅占领嫩江地区，建立政权。359旅把武器弹药都留给了林县的八路军，每个班只带一支步枪。旅长刘转连决定从各团、营抽调政治作风、军事素质好的干部组成先遣队，由旅参谋长贺庆积带队先行出关。先遣队共45人，其中营、团、旅级干部28人（有张启龙、袁任远、九干队负责人刘俊秀、教导营营长黎原、旅保卫科科长袁福生、旅民运科长段竞、师政治部锄奸部长李剑珠、七一九团一营长颜德明、旅后勤部副部长贺炎藩等），警卫员17人。先遣队每人配一匹骡马，一天走一百多里。359旅主力继续经邯郸、冀县、饶阳、河间、雄县、霸县、固安、安次、玉田、卢龙、山海关，向东北进军。一路上得到地方党组织大力支持，每到一个村子，都已安排好住宿，准备好饭菜，备足马料，出发时还有向导带路。9月中旬359旅先遣队到沈阳，东北局书记彭真、组织部长林枫把先遣队的人员统一分配到长春工作。

### 第二次国共内战
1945年10月，南下2支队抵达辽阳，编入东北人民自治军并恢复第359旅番号，旅长刘转连，政委晏福生。部队进行扩编，补齐建制。1946年1月，359旅开赴北满合江地区剿匪，与哈北军分区部队合并整编为吉黑军区（北满军区）独立第1旅，下辖7个团，是当时东北我军编制最大的一个旅。同年5月恢复东北民主联军第359旅番号。1947年1月改称东北民主联军独立第1师，9月编入东北民主联军第10纵队为第28师，1948年1月改称东北人民解放军第10纵队第28师。
在第二次国共内战中被改编为东北民主联军第十纵队第二十八师，先后参加了抚顺及北满剿匪、三下江南、1947年夏、秋、冬季攻势，辽沈战役、平津战役、宜沙战役、进军西南和湘西剿匪。1947年3月三下江南中，独立1师苇子沟战斗表现不佳，放跑了国军第87师，当时东总编制的《东北民主联军主力兵团发展简历表》中，对其评价为：“该师是北满部队中有老基础的部队，战斗力尚未充分发扬，在运动战中表现不积极。”甚至到了1949年10月，东北军区司令部编写《东北三年解放战争军事资料》时，仍毫不客气地对其进行了极其负面的评价：“该师系东北各部队中历史基础最老的部队之一，其中有不少为土地革命及抗日战争时期之骨干成分，连以上干部绝大多数为关内参军之老干部，部队作风甚疲塌，缺乏朝气，保守性大，进步慢，战斗作风被动，战斗力未能充分发挥，其部队历史应列入东北各部队中之主力师，但战斗力还不如一般老部队及赶不上进步较快之新部队。”
但在1948年10月的黑山阻击战中打了一个翻身仗，全师以伤1623人、亡536人的代价，圆满完成了作战任务，共歼敌5304人，俘中华民国陆军“五大主力”中的新六军的军长李涛，缴获各种枪械1325支（挺），各类炮98门，汽车200余辆。第二十八师负责驻守黑山城外的高家堡，高家堡和101高地、92高地和石头山一线为双方攻防的重点。由于是短时间仓促建立防御阵地，前沿阵地先修成地面火力点，然后再加强阵地的副防御，只作好表面简陋的防御工事。直面国军精锐的第71军及第207師第3旅，国军对101高地进行了疯狂的火力覆盖，101高地的标高甚至被削低了两米。至10月23日，高家堡险些被突破，此时二十八师师长贺庆积亲自率领伙夫、卫生员、师部机关干事和作战参谋等人发起反冲锋，最终击退了国军的进攻，直至第二天晚上东北野战军援军抵达。
1948年11月改编为中国人民解放军第四十七军第一三九师。

### 建国后
建国后，第一三九师跟随第四十七军驻扎于陕西渭南，长期驻扎于五嶽中的華山底下，故此有“華山猛虎”的美譽。
1986年4月至1987年4月，摩步第一三九师随集团军赴滇轮战，发起“蓝剑-B”行动拔除越南人民军在中越边境的数个据点，是中国人民解放军电子对抗兵的首次实战，也是首次通过摄影直播的方式进行的作战行动。有两个单位和两名个人被中央军委授予荣誉称号，因演唱著名军旅歌曲《血染的风采》而闻名全国的一等功臣徐良也出在该师。
1991年2月，中共兰州军区委员会确认步兵第一三九师为红军师。批复称:“经过查证。步兵第一三九师是一支创建于第一次国内革命战争时期、具有光荣革命斗争历史的红军部队，其诞生时间、历史沿革是清楚的，是有史料可查的。”“军区党委一九九一年元月十九日讨论，同意确认步兵第一三九师为红军师。”
2003年11月，缩编为机械化步兵旅，是兰州军区的第一个机械化步兵旅。2017年整编为重型合成旅，为现有编制。

## 沿革
参考资料：
| 部隊番號                   | 使用時期                |
| -------------------------- | ----------------------- |
| 中国工农红军湘东独立第一师 | 1930年6月-1932年4月     |
| 湘赣苏区红八军             | 1932年4月-1933年7月     |
| 中国工农红军第六军团       | 1933年7月-1937年8月22日 |
| 八路军第三五九旅           | 1937年8月22日-1945年5月 |
| 八路军独立第二游击支队     | 1945年5月-1945年10月    |
| 东北人民自治军第三五九旅   | 1945年10月-1946年1月    |
| 东北人民自治军第二十八旅   | 1946年1月-1947年9月     |
| 东北民主联军第二十八师     | 1947年9月-1948年11月    |
| 中国人民解放军第一三九师   | 1948年11月-1960年1月    |
| 陆军第一三九师             | 1960年1月-1985年9月     |
| 摩托化步兵第一三九师       | 1985年9月-2003年11月    |
| 机械化步兵第一三九旅       | 2003年11月-2017年2月    |
| 合成第一三九旅             | 2017年2月-现在          |